# Альюи, Жамаль
Жамаль Альюи (араб. جمال عليوي‎; 2 июня 1982 года, Сент-Этьен) — марокканский футболист, играющий на позиции защитника. Ныне выступает за французский любительский клуб «Мон-д’Ор Азерг».

## Клубная карьера
Жамаль Альюи начинал свою карьеру футболиста, выступая за резервную команду французского «Лиона». Летом 2003 года он стал игроком итальянской «Перуджи». 31 августа 2003 года Альюи дебютировал в Серии А, выйдя в основном составе в домашнем поединке против «Сиены». В начале 2004 года он был отдан в аренду клубу Серии В «Катания», затем он вернулся в «Перуджу», которая вылетела в Серию В. Первую половину сезона 2005/06 Альюи провёл в команде той же лиги «Кротоне», а вторую — на правах аренды выступая за «Мец» во французской Лиге 1.
В начале 2007 года Альюи перешёл в швейцарский «Сьон», где провёл следующие 3,5 года. 18 апреля 2010 года он забил свой первый гол на высшем уровне, доведя счёт до разгромного в домашней игре с командой «Янг Бойз». Далее в его карьере следовали турецкий «Карабюкспор», марокканский «Видад», катарский «Аль-Харитият» и французский «Нант». С лета 2013 года Жамаль Альюи выступает за французский любительский клуб «Мон-д’Ор Азерг».

## Карьера в сборной
Жамаль Альюи был включён в состав сборной Марокко на Кубок африканских наций 2004 года в Тунисе, но на первенстве, где марокканцы стали вторыми, Альюи вышел на поле лишь в самой концовке встречи 1/4 финала против сборной Алжира
Жамаль Альюи в составе олимпийской сборной Марокко играл на футбольном турнире Олимпийских игр 2004 года в Греции. Он выходил на поле в двух матчах из трёх своей сборной на этом соревновании: против сборных Коста-Рики и Ирака. В обоих случаях Альюи был капитаном команды.
На Кубке африканских наций 2008 года в Гане Альюи был включен в состав сборной, но на поле так и не вышел. На континентальном первенстве 2012 года он вышел на поле в основном составе лишь в последнем матче группового этапа против сборной Нигера, не имевшем турнирного значения.